# Regentství
Regentství je přechodné období v dějinách monarchie, během kterého je jmenována osobnost (regent), která může, ale nemusí patřit do královské rodiny, a ta vykonává moc ve jménu titulárního panovníka, který je příliš mladý, nepřítomný, neschopný vládnout sám nebo neschopný převzít své povinnosti jako král. Republikánský ekvivalent regentství je prozatímní vláda.

## Příklady regentství

### Anglie
- 1189–1194: během nepřítomnosti Richarda Lví srdce, který se vydal na křížovou výpravu a poté byl zajat ve Svaté říší římské, regentství prováděl biskup William Longchamp, ale poté si jej od roku 1191 uzurpoval Jan Bezzemek
- 1196–1199: regentství Eleonory Akvitánské, matky Richarda Lví srdce
- 1326–1330: regentství Isabely Francouzské, matky Edwarda III
- 1454–1455, pak 1455-1456, pak 1460: regentství Richarda Plantageneta za Jindřicha VI., který nebyl schopen vlády

### Bavorsko
- 1886 - 1912: regentství Luitpolda Bavorského, strýce Ludvíka II. Bavorského a Oty I. Bavorského

### Belgie
- 25. února – 21. července 1831: regentství barona Erasme Louis Surlet de Chokier, dokud nesložil svou přísahu belgických králů Leopold I. Belgický, první král Belgičanů
- 20. září 1944 až 20. července 1950: regentství prince Karla Belgického po dobu soudního vyšetřování jeho bratra a tehdejšího krále Leopolda III. Belgického

### Bulharsko
- 1943–1945: po smrti Borise III. se regentství ujal kníže Cyril ve jménu Simeona II.

### Byzanc
- 842–855: regentství Theodory, matky Michaela III.

### České království
- Regentem (zemským správcem) českého království byl Jiří z Poděbrad v letech 1452–1458, do zvolení králem.

### Čína
- 1643–1650: regentství prince Dorgona, během mládí jeho synovce císař Shunzhi
- 1661–1669: během mládí císaře Kangxi vykonává regentství rada, ve které má v rukách moc Oboi. Císař, ještě jako teenager, provedl v roce 1669 puč proti regentovi
- 1861–1908: různá období regentství, oficiální nebo faktické, císařovny vdovy Cixi během dětství císařů Tongzhi a Guangxu a poté během jejich věznění
- 1908–1911: Císař Puyi byl nezletilý a regentství vykonával jeho otec, princ Zaifeng

### Egypt
- 1478–1457: regentství Hatšepsut, tety Thutmose III.
- 1952–1953: regentství prince Mohammeda Abdel Moneim jménem krále Fouada II., po šest měsíců než nastoupil na trůn.

### Španělsko
- 1665–1675: regentství Marie-Anny Rakouské (1635-1696), matky španělského Karla II.
- 1808–1813: ve Francouzi okupovaném Španělsku je Ferdinand VII. přinucen k abdikaci a je nahrazen Josefem I. Bonapartem. Po ukončení okupace znovu nastoupil Ferdinand VII.
- 1833–1840: regentství Marie Kristýny Neapolsko-Sicilské za její dceru Isabelu II. Španělskou do 12. října 1840
- 1840–1843: regentství generála Baldomera Espartera za Isabelu II. Španělskou
- 1868–1870: regentství generála Francisca Serrana y Dominguez po povstání, které odstranilo královnu Isabelu II. Španělskou
- 1885–1902: regentství Marie Kristýny Rakouské za jejího syna Alfonse XIII.
- 1947–1975: podle zákona o nástupnictví hlavy státu se Francovo Španělsko oficiálně opět stává královstvím, ale Francisco Franco zůstává hlavou státu doživotně jako regent, trůn je oficiálně prázdný. Budoucí Juan Carlos I. byl v roce 1969 jmenován jeho nástupcem jako král.

### Francie
- 1060–1066: regentství Balduina V. Flanderský, strýce Filipa I. (určený jako poručník [1][2] krále v dětském věku), královna [3] Anna Kyjevská, matka Filipa I., měla na vládu výrazný vliv
- 1147–1149: regentství Sugera, hlavního rádce Ludvíka VII., účastnícího se druhé křížové výpravy
- 1226–1235: regentství Blanky Kastilské, po dobu nezletilosti jejího syna Ludvíka IX.
- 1248–1252: regentství Blanky Kastilské za Ludvíka IX. vedoucího sedmou křížovou výpravu
- 1270: spoluregentství Mathieu de Vendôme a Simona II. de Clermont-Nesle během nepřítomnosti krále Ludvíka IX., který byl na osmé křížové výpravě, kde také zamřel
- 1316: regentství Filipa de Poitiers (budoucího Filipa V. Francouzského) místo jeho umírajícího bratra Ludvíka X. v červnu 1316 a dále do předčasné smrti jeho syna pohrobka Jana I. Francouzského v listopadu 1316.
- 1328: regentství Filipa de Valois, budoucího Filipa VI., mezi smrtí Karla IV. Sličného a posmrtným narozením jeho dcery Blanky Francouzské
- 1356–1360: regentství dauphina Karla, budoucího Karla V. Francouzského, a v té době francouzského konetábla, během zajetí jeho otce Jana II. Francouzského v Anglii
- 1364: nové regentství dauphina Karla, během druhého zajetí Jana II. Francouzského
- 1380–1388: regentství Ludvíka, vévody de Anjou (do roku 1384), Jana, vévody de Berry, Filipa II., vévody burgundského a Ludvíka II., vévody de Bourbon, strýců nezletilého Karla VI. Francouzského [4]
- 1418–1422: regentství dauphina Karla, budoucího Karla VII. Francouzského [5], vzhledem k duševní chorobě jeho otce, který byl navíc pod vlivem Jana I., vévody Burgundského.
- 1483–1491: regentství Anny Francouzské, dcery Ludvíka XI. Francouzského a jejího manžela Pierra de Beaujeu v době nezletilosti Karla VIII. Francouzského, jejich bratra a švagra;
- 1515: regentství Louisy Savojské, matky Františka I. Francouzského, během králova vojenského tažení do Itálie
- 1523: druhé regentství Louisy Savojské během vojenského tažení Františka I.
- 1525–1526: třetí regentství Louisy Savojské během Františkova tažení do Itálie a i dále po dobu zajetí krále ve Španělsku
- 1552: regentství Kateřiny Medicejské, po dobu válečného tažení Jindřicha II. Francouzského
- 1560–1563: regentství Kateřiny Medicejské během nezletilosti jejího druhého syna Karla IX. Francouzského
- 1574: regentství Kateřiny Medicejské během nepřítomnosti jejího třetího syna Jindřicha III. Francouzského, který byl v té době i králem polským
- 1610–1614: regentství Marie Medicejské po dobu nezletilosti jejího syna Ludvíka XIII. I když regentství formálně skončilo 1614, tak její vláda trvala až do roku 1617.
- 1643–1651: regentství Anny Rakouské, matky Ludvíka XIV.
- 1715–1723: regentství Filipa II. Orleánského známého jako Regent, synovce Ludvíka XIV. Toto regentství samo o sobě představovalo politický režim, který se tak v užším slova smyslu označuje jako Regentství
- 1813: regentství císařovny Marie-Louisy Rakouské během Napoléonova německého tažení
- 1814: druhé regentství Marie-Louisy Rakouské během francouzského tažení 6. napoleonské koalice
- 1830 (od 31. července do 9. srpna): de facto regentství Ludvíka-Filipa, vévody de Orleáns, francouzského konetábla po abdikaci [6] krále Karla X. Francouzského. Akty abdikace sesazeného krále a zřeknutí se dauphina Ludvíka Antonína, vévody de Angoulême (předpokládaného budoucího Ludvíka XIX.) ve prospěch Jindřicha, vévody z Bordeaux, tehdy devítiletého, byly uskutečněny dne 3. srpna 1830. [7] Vévoda z Bordeaux však nebyl prohlášen a ani uznán za krále. Konetáblem tak zůstal de facto hlavou státu od abdikace Karla X. 7. srpna prohlásila poslanecká sněmovna trůn za fakticky i právně prázdný a je nezbytné je obsadit. 9. srpna složil vévoda de Orleans složil přísahu a byl intronizován [8] jako král Francouzů, pod jménem Ludvík-Filip I.
- 1859: první regentství císařovny Eugénie během italského tažení Napoleona III.
- 1865: druhé regentství císařovny Eugénie během cesty Napoleona III. do Alžírska
- 1870: třetí regentství císařovny Eugénie během války v roce 1870 kdy Napoleon III. pobýval na frontě

### Řecko
- 1832–1835: Ota I. Řecký byl nezletilý a tak byly pravomoce vlády svěřeny regentské radě složené ze 3 bavorských aristokratů: Josefu Ludwigovi von Armansperg, Carlu Wilhelmovi von Heideck a Georgu Ludwigovi von Maurer
- 1944–1946: Arcibiskup Damaskinos vykonával regentství při čekání na lidové referendum, které rozhodlo, zda zachovat monarchii či nikoli, až do návratu Jiřího II. Řeckého
- 1967–1973: Král Konstantin II. Řecký odešel do exilu poté, co nedokázal svrhnout vojenskou juntu plukovníků, následní vůdci junty přebírali titul "vladaři“ před vyhlášením republiky v roce 1973.

### Maďarsko
- 1540–1551 a 1556–1559: Jiří Martinuzzi a Isabela Jagellonská za Jana II.

- 1920–1944: Maďarsko bylo oficiálně královstvím, ale nemělo krále. Jako regent vystupoval admirál Miklós Horthy. V letech 1945 - 1946 zajišťovala regentství rada složená z různých politických osobností v měsících předcházejících vyhlášení republiky.

### Irák
- 1939–1953: regentství prince Abdula Illaha v dětství jeho synovce krále Faisala II

### Japonsko
- 1921–1926: regentství Hirohita, který zastupoval svého vážně nemocného otce Yoshihita .

### Maroko
- 791–805: regentství Rašída ibn Kádima za Idrise I. Marockého (791-803), poté Abu Khaleda Al Abdiho (803-805) během dětství idrisidského sultána Idrisse II., narozeného dva měsíce po zavraždění jeho otce. Idriss II. převzal moc ve věku 13 let
- 1421–1459: regentství wattassidských vezírů během mládí merinského sultána Abd al-Haqq II. Abd al-Haqq se později chopil moci, obrátil se proti Wattassidům a nechal je v roce 1459 zmasakrovat. Jeden z pouhých dvou přeživších, Muhammad ben Yahya, v roce 1472 svrhl Merinidy a dosadil Wattassidy jako sultány
- 1894–1900: regentství velkovezíra Ahmeda ben Moussy během prvních let vlády alawitského sultána Abd al-Azíze, který nastoupil na trůn ve 14 letech.

### Mexiko
- 1821–1822: regentství Agustína de Iturbide za Ferdinanda VII. Španělského. Toto regentství samo o sobě představovalo politický režim, Agustín tak zůstal hlavou státu doživotně jako regent, trůn byl oficiálně uvolněný. Agustín byl prohlášen v roce 1822 jako nástupce císaře pod jménem Augustin I.
- 1863–1864: regentství Juan Nepomuceno Almonte do nástupu rakouského arcivévody Maxmiliána I. Mexický.

### Prusko
- 1858–1861: regentství Viléma I. Pruského, místo bratra Fridricha Viléma IV., který po několika záchvatech mozkových mrtvic nebyl schopen vlády

### Rumunsko
- 1927–1930: regentství Nicolae Rumunského v čele regentské rady, strýce nezletilého Michala I. Rumunského

### Spojené království
- 1811–1820: regentství Jiřího, prince z Walesu (budoucího Jiřího IV.), syna Jiřího III., období zvané "English Regency" ( Regency nebo Regency era v angličtině).

### Rusko
- 1584–1598: Fjodor I., protože fakticky nebyl schopen vlády, tak byla jmenována regentská rada, v posledních letech života Fjodora I. však veškerou faktickou moc držel od roku 1594 Boris Godounov
- 1682–1689: regentství Sofie Alexejevny, sestry Ivana V. a nevlastní sestry Petra I. Velikého

### Thajsko
- 1935–1946: po abdikaci Rámy VII. byl jeho nástupcem určen synovec Ananda Mahidol jako Ráma VIII. Nový král však byl nezletilý a během jeho školní docházky ve Švýcarsku ustanovil parlament regentskou radu, složenou ze tří členů královské rodiny.
- 2016: po smrti krále Pchúmipchona Adunjadéta (Ráma IX.) žádá korunní princ Mahá Vatčirálongkón o období, aby mohl v soukromí prožívat smutek v důsledku úmrtí svého otce. V souladu s ústavou, prezident tajné rady, Prem Tinsulanonda, vykonával regentství.

### Jugoslávie
- 1934–1941: po zavraždění jugoslávského krále Alexandra I. Karađorđeviće nastoupil jeho syn Petr II. Protože nový panovník byl ještě nezletilý, princ Pavel Karađorđević vedl regentskou radu až do svého sesazení a uvěznění v roce 1941.

## Regentství v administrativě
V Nizozemsku je regentství termínem správy:
- regenti byli oligarchické elity, které vládly Spojeným provinciím
- Státní regentství bylo výkonným orgánem Batavské republiky v letech 1801 až 1805
- v Nizozemském království bylo regentství termínem označujícím obecní úřad.

V Nizozemské východní Indii „regentství“, v nizozemštině regentschap, bylo území spravované regentem.

## Historie
Barbarská regentství odkazují na vazalské státy Osmanské říše založené v Tripolisu, Tunisu a Alžíru      

## Umění
Styl Regentství je názvem pro nábytek vytvořený ve Francii během Regentství na začátku XVIII. století. Nábytek z tohoto období předznamenává styl Ludvíka XV. tím, že na úrovni nohou vytváří silné křivky, zejména na úrovni nohou (například komody), přičemž si zachovává impozantní a majestátní vzhled stylu Ludvíka XIV.
Styl Regentství v Británii vzkvétal na počátku XIX. století. Jde o období mezi roky 1795 až 1837, až do nastoupení královny Viktorie. Označení pochází z regentství vykonávaného v letech 1811 až 1820 princem z Walesu, budoucím Jiřím IV., ve jménu svého otce Jiřího III.